# Mira Michałowska
Mira Michałowska z domu Zandel (ur. 23 listopada 1914 w Łodzi, zm. 19 sierpnia 2007 w Warszawie) – polska pisarka, dziennikarka, satyryczka i tłumaczka literatury amerykańskiej, m.in. powieści Ernesta Hemingwaya, Sylvii Plath i E.L. Doctorowa.

## Życiorys
Urodziła się w urzędniczej rodzinie Jana Zandla i Doroty z domu Gordon. W latach 1919–1925 mieszkała w Gdańsku. Uczęszczała do Gimnazjum im. E. Orzeszkowej w Łodzi. Po maturze (1934) rozpoczęła studia w Wyższej Szkole Dziennikarskiej w Warszawie. W 1935 została aresztowana za współpracę z tygodnikiem „Kronika”, związanym z Komunistyczną Partią Polski, po pół roku sprawę umorzono. 
W 1937 wyszła za fizyka Ignacego Złotowskiego i wraz z nim wyjechała do Paryża. Tam uczęszczała na wykłady z historii cywilizacji i socjologii w Collège de France. Po wybuchu II wojny światowej początkowo była sekretarzem redakcji paryskiego tygodnika „Czarno na białym”, po upadku Francji w czerwcu 1940 ewakuowała się do Casablanki, a w 1941 do Stanów Zjednoczonych. Do 1944 pracowała w radiu w Nowym Jorku przy audycjach w języku polskim, a później w polskiej sekcji Biura Informacji Wojennej, gdzie przygotowywała ulotki przeznaczone do zrzutów nad okupowaną Polską. Po wojnie zatrudniona w dziale międzynarodowym tygodnika „Time”. Publikowała także opowiadania jako Mira Zlotowska na łamach „Harper’s Magazine”. Wtedy też zaczęła tłumaczyć literaturę amerykańską (jako pierwszą Citizen Tom Paine Howarda Fasta, wyd. polskie pod tytułem Obywatel Tom Paine w 1948). Na emigracji obracała się w środowisku artystów, poznała m.in. Juliana Tuwima (przepisywała na maszynie rękopis Kwiatów polskich), Oskara Langego, Stefana Arskiego, a także czeskiego twórcę i polityka Adolfa Hoffmeistera. 
W 1947 wyszła ponownie za mąż, za dyplomatę i tłumacza Jerzego Michałowskiego, ówczesnego ambasadora RP w Londynie i przeniosła się do Anglii. Do kraju powróciła w 1953 i zamieszkała w Warszawie. W tym czasie wprowadziła do Telewizji Polskiej program Tele-Echo. Ponownie wyjechała w latach 1956–1960, gdy mąż został mianowany szefem Misji Polskiej przy Organizacji Narodów Zjednoczonych w Nowym Jorku. 
W latach 50. i 60. XX w. publikowała pod pseudonimem Maria Zientarowa na łamach Przekroju opowiastki z życia dwóch rodzin. Kolejne rozdziały „prozy w odcinkach” złożyły się na książkę (wydaną po raz pierwszy w 1964 nakładem „Czytelnika”); później na podstawie opowiadań Jerzy Gruza napisał scenariusz telewizyjny serialu Wojna domowa. Olbrzymie powodzenie pierwszej, siedmioodcinkowej, serii filmów skłoniło realizatorów do kontynuowania serialu i nakręcenia następnych ośmiu odcinków. Pisała powieści, książki dla dzieci, felietony, opowiadania, oraz sztuki (m.in. Madame Curie). Przetłumaczyła wiele książek oraz sztuk teatralnych z języka angielskiego na polski. Pisała też po angielsku: pod pseudonimem Mira Michal wydała „Nobody Told Me How” (1962) oraz serię krótkich opowiadań w pismach „The New Yorker”, „The Atlantic Monthly” oraz „Harper's Magazine”.  
Została pochowana 27 sierpnia 2007 na cmentarzu Wojskowym na Powązkach w Warszawie (kwatera A29-3-30).

## Przekłady (wybór)
- Szklany klosz Sylvia Plath
- Witajcie w Ciężkich Czasach, Wystawa światowa, Ragtime i Jezioro Nurów E.L. Doctorow
- Stworzenie świata Gore Vidal
- Dziennik: 1931–1934 Anaïs Nin
- Autobiografia Alicji B. Toklas Gertrude Stein
- Cockpit Jerzy Kosiński
- Wspomnienia Mosby'ego Saul Bellow
- Chłopiec z Georgii Erskine Caldwell
- Samotny Dom Agatha Christie
- Demokracja, Rzekobieg, Modlitewnik Joan Didion
- Poskramianie demonów Shirley Jackson
- Życie wśród dzikusów Shirley Jackson
- szereg opowiadań i powieść Rajski ogród Ernesta Hemingwaya
- Żołnierz i bohater George'a Bernarda Shawa[4]

## Autorka książek
- Do zobaczenia, stary wilku: opowieść o przyjaźni Ernesta Hemingwaya z jego polskim tłumaczem Bronisławem Zielińskim
- Nie tylko o hamburgerze: kuchnia amerykańska
- Drobne ustroje
- Przez kuchnię i od frontu
- Portret nocą malowany
- Ania i Ewa i Marian i Rusak i Tatry, no i Dżo
- Sezamki
- Gertruda Stein
- Wojna domowa (1964)
- Wojna domowa trwa (1966)
- Nobody Told Me How
- Przeprawa

## Odznaczenia i nagrody
- Krzyż Kawalerski Orderu Odrodzenia Polski (1976)
- Nagroda na Międzynarodowym Biennale Sztuki Dziecięcej w Poznaniu za opowiadanie Ania i Ewa i Marian i Rusak i inni... (1977)[5]
- Honorowa Odznaka ZAiKS-u (1978)[6]
- Odznaka „Zasłużony Działacz Kultury” (1986)[5]
- Nagroda literacka ZAiKS-u dla tłumaczy (1986)[6]